# 埼玉県立三郷北高等学校
埼玉県立三郷北高等学校（さいたまけんりつ みさときたこうとうがっこう）は、埼玉県三郷市に所在する男女共学の公立高等学校。

## 概要
2・3年次から文系・理系に分かれる。各学年7クラスで、生徒数は約780名。

## 部活動
- 校内にプールはあるが授業で使うのみで、水泳部はない。
- 1年生は全員部活動に加入する。

1年生から3年生までの中で部活動に加入している割合は75%。運動部が65%文化部が35%。

部員数が50名を越える（07.5.1）部は野球部、サッカー部、吹奏楽部。
- 三郷北高校の県大会出場 部活動

吹奏楽部　地区・県・西関東大会金賞,東日本学校吹奏楽大会銀賞受賞（H22）
1. 剣道部
2. 男子バスケット部
3. 女子卓球部
4. バレー部（男・女）
5. 硬式テニス部
6. 軟式テニス部
7. 陸上部
8. サッカー部
9. 野球部

## 著名な卒業生
- 菊地美香 - タレント
- 鈴木裕 - 競輪選手、元プロキックボクサー

## 交通
- JR武蔵野線「三郷駅」より徒歩12分。
- JR武蔵野線「三郷駅」南口よりバスで「金町駅行」又は「ピアラシティ行」に乗車し、「三郷北高前」バス停下車、徒歩1分。
- つくばエクスプレス「三郷中央駅」よりバスで「三郷駅南口行」に乗車し、「三郷北高前」バス停下車、徒歩1分。